# Nicrom
El nicrom, abans anomenat níquel-crom, és un metall obtingut com un aliatge de níquel, crom i ferro. Amb aquest material es poden fer cables que dissipen una gran quantitat de calor, procés que és aprofitat, per exemple, per les torradores de pa (per assecar l'aigua de les llesques de pa) i per a la pasteurització. Es fon a 500 °C, depenent de la concentració relativa dels seus components.

## Aplicacions
El nicrom s'utilitza en els explosius i en la pirotècnia com un fil pont en els sistemes d'encesa elèctrica, com llumins i encenedors elèctrics model de coet.
Els talladors d'escuma (pòrex, ...) de filferro calenta, tant Industrials com domèstics, utilitzen filferro de nicrom.
També s'utilitza comunament en ceràmica com una estructura interna de suport per ajudar a alguns elements d'escultures d'argila a mantenir la seva forma mentre que encara estan tous. El nicrom s'utilitza per la seva capacitat per suportar les altes temperatures que es produeixen quan el treball d'argila es cou en un forn.
Aquest es pot utilitzar com una alternativa al filferro de platí, per a la prova de la flama, acolorint la part no lluminosa d'una flama per detectar cations com ara sodi, potassi, coure, calci, etc.
L'aliatge tendeix a ser costós a causa del seu alt contingut de níquel.
Altres àrees d'ús inclouen silenciadors de motocicleta, en certes àrees en l'aparell de laboratori microbiològic i com l'element d'escalfament d'extrusores de plàstic per part de la comunitat de la impressió 3D RepRap.
Per a la calefacció, el filferro de resistència ha de ser estable en l'aire quan està calent. El nicrom de filferro forma una capa protectora d'òxid de crom.

## Propietats
Les propietats del nicrom varien depenent de la seu aliatge. Les xifres donades són representatius del material típic i tenen una precisió de xifres significatives expressades. Qualsevol de les variacions es deuen a diferents percentatges de níquel o crom.
| Propietat del material                                                                | Valor                    | Unitats   |
| ------------------------------------------------------------------------------------- | ------------------------ | --------- |
| Mòdul d'elasticitat                                                                   | 2,2 × 1011               | Pa        |
| Pes específic                                                                         | 8,4                      | g/cm³     |
| Densitat                                                                              | 8400                     | kg/m³     |
| Punt de fusió                                                                         | 1400                     | °C        |
| Resistència elèctrica a temperatura ambient                                           | 1.0 × 10−6 to 1.5 × 10−6 | Ωm        |
| Calor específica                                                                      | 450                      | Jkg−1°C−1 |
| Conductivitat tèrmica                                                                 | 11,3                     | Wm−1°C−1  |
| expansió tèrmica                                                                      | 14 × 10−6                | °C−1      |
| Temperatura ambient i pressió estàndard utilitzades llevat que s'indiqui el contrari. |                          |           |

## Soldadura del nicrom
El nicrom és molt difícil de soldar, però s'ha trobat una solució que consisteix a aplicar bòrax en el punt om es vol fer la soldadura. Amb l'aplicació de bòrax la soldadura esdevé molt més fàcil, com si es tractés d'un metall comú, ja que el fundent emprat per soldar s'hi adhereix perfectament.